# 张蕾 (央广主持人)
张蕾，中央人民广播电台中国之声主持人，曾在贵州人民广播电台工作，2004年起任职于中央人民广播电台。在《新闻观潮》、《人物春秋》、《新闻纵横》等栏目担任主持人。主持的节目获得中央台优秀节目一等奖等奖项。